# Stomias lampropeltis
Stomias lampropeltis – gatunek głębinowej ryby z rodziny wężorowatych (Stomiidae).